# 够了！ (捷克)
够了！（捷克語：Stačilo!）是捷克的一个左翼选举联盟，由捷克和摩拉维亚共产党主席卡特日娜·科内奇纳于2023年12月4日宣布成立。2024年10月10日，该联盟取得注册政党地位。最初，该联盟由捷克和摩拉维亚共产党和联合民主人士—独立人士协会组成；后来，捷克民族社会党、摩拉维亚人、社会民主党陆续加入。